# Jay Hening
Jay Hening var en new wave/punk-gitarrist i USA under 1990-talet. Han tog sitt liv 1997.

## Biografi

### The Urge & Star Star
Jay Hening såg de första rampljusen i slutet av 1980-talet, då han grundade det rätt populära new wave-bandet The Urge tillsammans med Tracy (senare V-Force), Jason Keenan och Don Allen Quicke. The Urge spelade mest i New Yorks klubbar och blev kända för sin vilda scenshow. 
I början av 1990-talet flyttade punk/glamrock-bandet Star Star till New York från Los Angeles. När gitarristen Kane Daley hoppade av, blev Hening tillfrågad att medverka på bandets nästa skiva. Hening passade bra in i Star Stars sound, som blivit beskrivet som ”för mycket punk för rockfans och för mycket rock för punkfans”. 1992 släpptes skiva The Love Drag Years, med Johnny Holiday på sång, Hening på gitarr, Weeds på bas och Deon Molyneux på trummor. Star Star lyckades aldrig slå igenom på allvar och strax efter att skivan var inspelad lämnade Hening bandet. 

### Michael Monroe och Demolition 23
Hening fortsatte efter Star Star som gitarrist i Michael Monroes soloband tillsammans med trummisen Jimmy Clark (Blondie, Scandal) och basisten Sam Yaffa (Hanoi Rocks, Jetboy, Blackhearts, New York Dolls). Bandet spelade som husband på The Grand Club, tillsammans med bland annat Joey Ramone, Ian Hunter, Sebastian Bach, Kory Clarke och Little Steven. 
Projektet utvecklade sig till bandet Demolition 23, med vilket Hening spelade in en skiva och spelade flitigt på New Yorks klubbar. Demolition 23 red rätt högt på Hanoi Rocks-medlemmarnas tidigare framgång och bokade turnéer världen över. Men i mitten av 1994 råkade Hening i en bilolycka och bröt benet, så alla turnéer måste skjutas upp. När han äntligen var klar att åka ut på sommaren, visade det sig att han hade problem med sitt pass och inte kunde resa utanför USA. Han blev tvungen att hoppa av bandet och ersattes av Nasty Suicide. 
Efter Demolition 23 lyckades Hening inte blåsa liv i sin redan krångliga musikerkarriär. Han tog sitt liv år 1997.

## Henings band
- The Urge
- Star Star
- Demolition 23

## Diskografi
- The Love Drag Years (Star Star, 1992)
- Demolition 23 (Demolition 23, 1994)